# La Piedad (Ribera, Nápoles)
La Piedad es un cuadro de José de Ribera, «El Españoleto», pintado al óleo sobre lienzo y con unas dimensiones de 264 x 170 cm. Firmado y datado en 1637, actualmente se conserva en el museo de la Cartuja de San Martino de Nápoles. De la misma temática y título se conservan otras dos telas del pintor, ambas de formato horizontal: una en el Museo Thyssen-Bornemisza de Madrid y otra en la National Gallery de Londres.

## Historia
La obra fue encargada por el padre prior Giovan Battista Pisante a principios del año 1637 y se pagaron 400 Ducados el 3 de octubre de ese mismo año. La tela se cree la primera de una serie de obras que el pintor donaría después a la Cartuja de San Martino en Nápoles.
La obra fue muy apreciada y particularmente entusiasta con ella se mostró el Marqués de Sade, que la consideraba más valiosa que todo el oro y la plata guardado en el lugar.
La Piedad muestra uno de los más altos niveles de calidad alcanzado por el maestro Ribera y la ejecución de la obra fue desde un principio famosa y célebre. Tanto es así, que el pintor francés Fragonard quedó hasta tal punto impresionado que, durante un viaje a Italia, copió la obra en un dibujo que luego fue reproducido en grabado para el libro Voyage pittoresque de Naples et de Sicile del Jean-Claude Richard (llamado abad de Saint-Non).

## Descripción

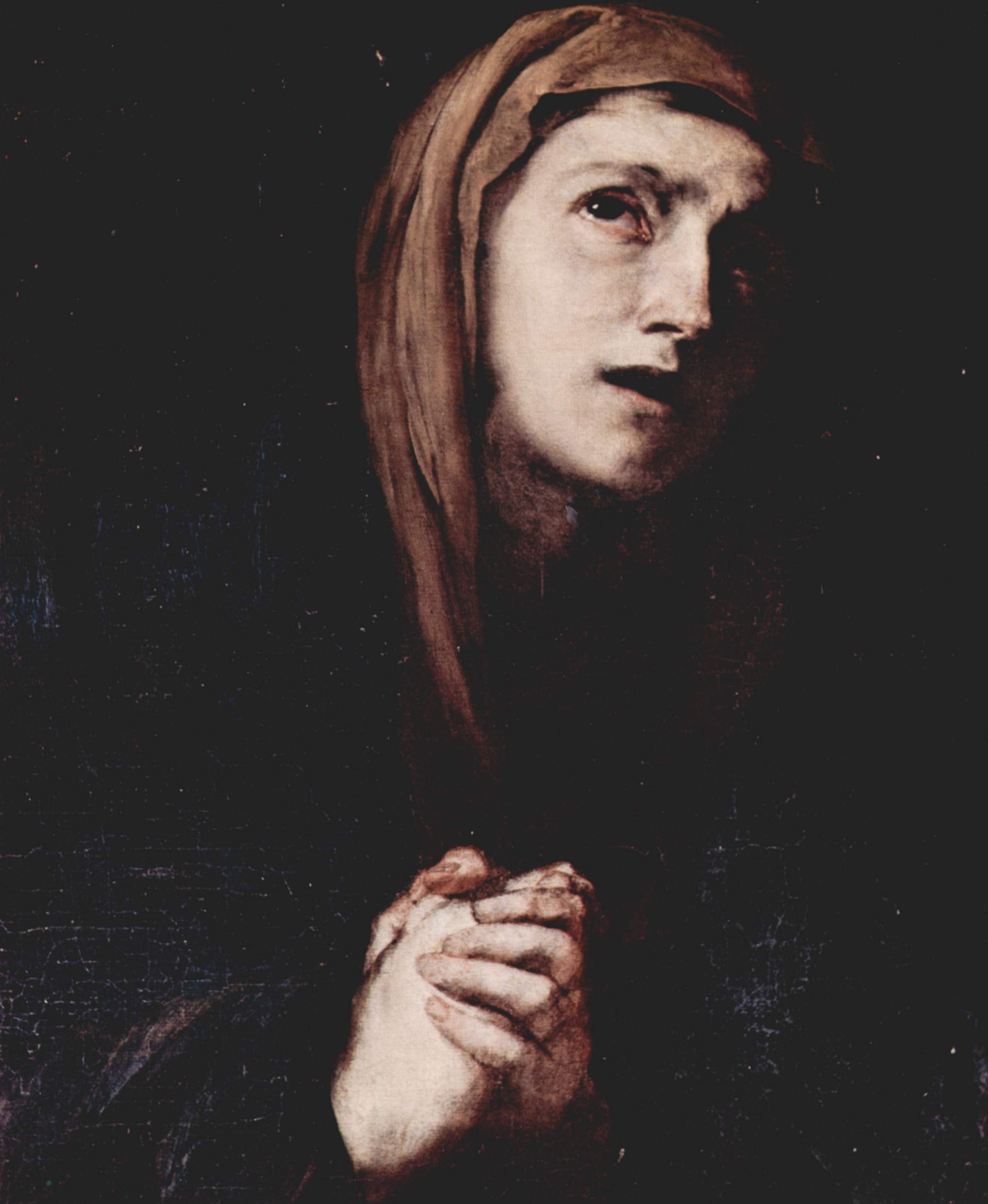
Detalle de María

En la obra se pueden ver algunas diferencias en el estilo y la forma respecto a las telas efectuadas en el pasado sobre el mismo asunto.
El primer elemento que salta a la vista es la concentración en la escena de personajes que rodean a Cristo. Juan el Apóstol está a la derecha de rodillas y sobre ellas se apoya la espalda del yacente. En la izquierda del lienzo, a los pies del difunto, María Magdalena postrada en tierra se los besa con aflicción. De exquisita factura es la representación de María, detrás del cuerpo en el centro, que velado por la técnica del claroscuro nos muestra un rostro destrozado por el dolor que mira al cielo mientras junta las manos en una plegaria dirigida a los dos puttos que flotan en la esquina superior izquierda de la tela. En el lado opuesto, al fondo, se vislumbra la presencia de José de Arimatea. 
La técnica del claroscuro que predomina en la obra encuentra su máximo punto de luz sobre el cuerpo del Cristo muerto que resulta ser el elemento de mejor factura estilística y más prominente de toda la composición. Iluminado por una luz clara pero tenue parece lo realza para convertirlo en una estatua marmórea. El Cristo está en una posición algo oblicua respecto a La Piedad ejecutada por el pintor anteriormente, lo que consigue una escena más realista y dinámica. Véase también el brazo derecho abandonado en escorzo a lo largo del costado, mientras el izquierdo yace en tierra sobre el lienzo blanco. Finalmente, las piernas cruzadas se alargan hasta perderse en brazos de María Magdalena.

## Nota
1. ↑  (en inglés)«Study After Jusepe de Ribera: Pieta (from the Certosa di San Martino), 1760-61».